# معركة جرافيلوت
كانت معركة جرافيلوت أو معركة جرافيلوت – سانت بريفات في 18 أغسطس 1870 أكبر معركة في الحرب الفرنسية البروسية. سميت على اسم قرية جرافيلوت في لورين، وقد دارت رحاها على بعد حوالي 6 ميل (9.7 كـم) غرب ميتز، حيث اعترض البروسيون في اليوم السابق انسحاب الجيش الفرنسي إلى الغرب في معركة مارس لا تور، وكانوا يقتربون الآن لاستكمال تدمير القوات الفرنسية.
كانت القوات الألمانية المشتركة تحت قيادة الملك فيلهلم الأول عبارة عن الجيشين البروسيين الأول والثاني لاتحاد ألمانيا الشمالي، مع 210 كتيبة مشاة، و133 سربًا من سلاح الفرسان، و732 مدفعًا ثقيلًا بإجمالي 188,332 ضابطًا ورجلاً. قام جيش نهر الراين الفرنسي، بقيادة المارشال فرانسوا أشيل بازين، بالحفر على طول الأراضي المرتفعة مع جعل جناحهم الأيسر الجنوبي ناحية بلدة روزيريول، وجناحهم الأيمن الشمالي بإتجاه سانت بريفات.
في 18 أغسطس، أطلق الفيلقان السابع والثامن من الجيش البروسي الأول بقيادة الجنرال كارل فريدريش فون شتاينميتز هجمات متكررة على المواقع الفرنسية، بدعم المدفعية وسلاح الفرسان. فشلت جميع الهجمات وتسببت في خسائر فادحة في مواجهة المشاة الفرنسيين والقوة النارية الفرنسية. لم يشن الفرنسيون هجومًا مضادًا على جيش شتاينميتز الضعيف. على اليسار البروسي، هاجم الحرس البروسي الموقع الفرنسي في سانت بريفات الساعة 16:50. بدعم من الفيلق البروسي الثاني والفيلق الساكسوني الثاني عشر التابع للجيش الثاني للأمير فريدريش كارل، سيطر الحرس على سانت بريفات بحلول الساعة 20:00 بعد خسائر فادحة، مما أدى إلى صد الجناح الأيمن الفرنسي.
انسحب جيش بازين من نهر الراين إلى قلعة ميتز في صباح يوم 19 أغسطس. أنهى الانتصار الألماني في جرافيلوت الفرصة الأخيرة لجيش بازين للتراجع غربًا إلى فردان. بعد حصار دام أكثر من شهرين، استسلم جيش نهر الراين في 27 أكتوبر 1870.

## خلفية
التقى الجيش الألماني الثاني، بقيادة الأمير فريدريش كارل أمير بروسيا، بالجناح الأيمن من جيش الراين الفرنسي، بقيادة المارشال بازين، في معركة مارس لا تور — حيث أعلن كلا الجانبين انتصاره. انسحبت فيالق المارشال بازين الأربعة من جيش نهر الراين الفرنسي في طقس سيئ على طول الطريق المؤدي إلى فردان. كان الألمان في أعقابهم، وضغطوا بشدة لمنع جيش نهر الراين من الارتباط بالقوات الفرنسية في سيدان. 
كان لدى الجيشين البروسيين الأول والثاني المطاردين مدفعية ورجال وذخيرة أكثر مما لدى فيالق بازين الأربعة. أجبر ضغطهم بازين على احتلال قمم التلال شرق موزيل، مع جناحه الأيسر الجنوبي عند بلدة روزريولس، وجناحه الأيمن الشمالي عند سانت بريفات. افتقرت فيالق بازين إلى أدوات الحفر الفعالة، لكن بازين اعتبر الموقع منيعًا تقريبًا، حيث كان المدافعون يحتمون خلف التحوطات والجدران المنخفضة ويرتكزون في القرى وبيوت المزارع.
امتدت ساحة المعركة من الغابات المتاخمة لنهر موزيل فوق ميتز إلى رونكورت بالقرب من نهر أورني.  القرى الأخرى التي لعبت دورًا مهمًا في المعركة كانت سانت بريفات وأمانفيلرز وسانت ماري أو شينيس، وكلها تقع شمال جرافيلوت.  

## المعركة

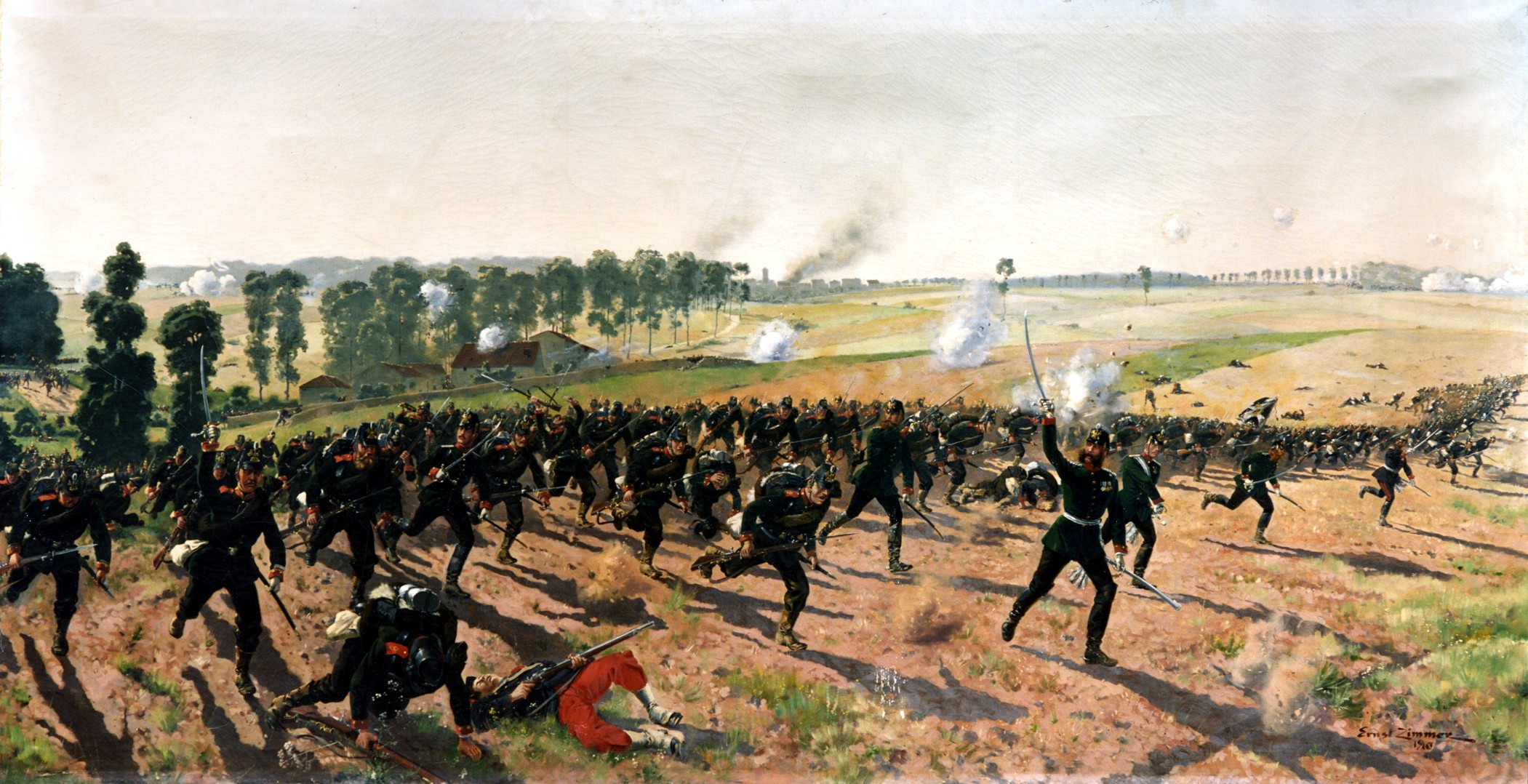
كتيبة البنادق رقم 9 من لاونبورغ في جرافيلوت، رسم إرنست زيمر

فشل سلاح الفرسان الفرنسي في اكتشاف قوة المطاردة البروسية. في 18 أغسطس الساعة 08:00، أمر فيلهلم الأول، الذي كان رئيس أركانه مولتكه، الجيشين الأول والثاني بالتقدم ضد المواقع الفرنسية. بحلول الساعة 12:00 ظهرًا، كان الجنرال مانشتاين يتقدم بمدفعية من فرقة مشاة هسيان الخامسة والعشرين نحو قرية أمانفيلرز. قوبلت جحافل الألمان المتقدمة بنيران قاتلة من بندقية شسبوة الفرنسية المتفوقة، قبل أن يصبحوا ضمن النطاق للرد ببنادقهم الإبرية الأقصر مدى. في الساعة 14:30، أطلق الجنرال شتاينميتز، قائد الجيش الأول، فيلقه الثامن عبر وادي مانس رافين، ولكن سرعان ما تم تثبيتهم بنيران البنادق الفرنسية. في الساعة 15:00، فتحت مدافع كروب الجديدة المصنوعة من الفولاذ بالكامل التابعة للفيالق الألمانية السابعة والثامنة النار لدعم الهجوم. ولكن مع استمرار فشل الهجوم، أمر شتاينميتز في الساعة 16:00 الفيلق السابع بالتقدم، تليه فرقة الفرسان الأولى. 

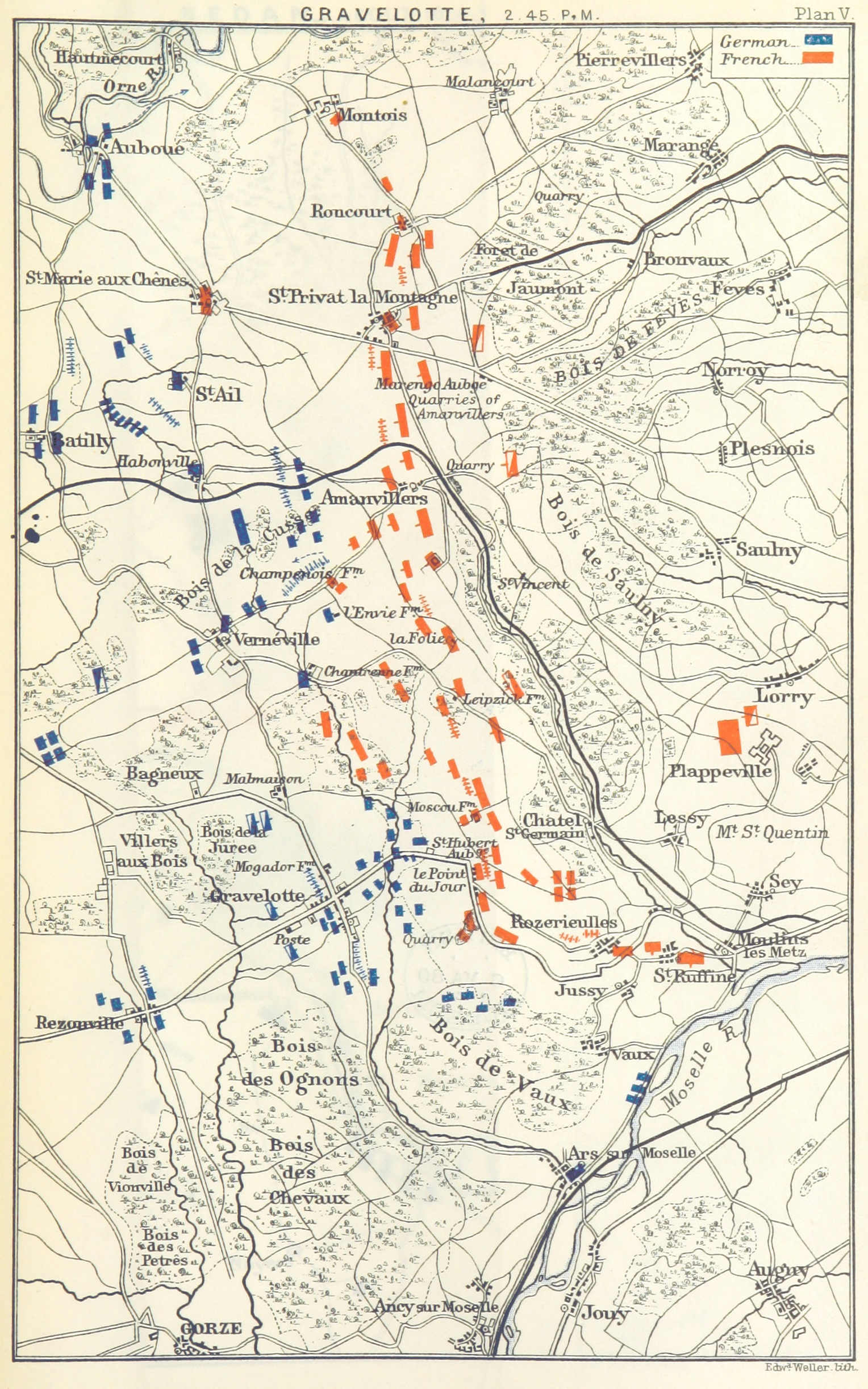
القوات الفرنسية والألمانية الساعة 14:45.

في الساعة 16:50، مع توقف الهجمات الجنوبية البروسية، افتتح لواء مشاة الحرس الثالث البروسي التابع للجيش الثاني هجومًا على المواقع الفرنسية في سانت بريفات، التي كان يقودها المارشال كانروبرت. في الساعة 17:15، انضم لواء مشاة الحرس الرابع البروسي إلى التقدم تلاه في الساعة 17:45 لواء مشاة الحرس الأول البروسي. تم تثبيت جميع هجمات الحرس البروسي على المنحدرات بنيران فرنسية فتاكة. في الساعة 18:00 أمر الملك ويليام بالتقدم المتجدد. في الساعة 18:15، كان لواء مشاة الحرس الثاني البروسي، آخر فرقة مشاة الحرس الأول، منخرطًا في الهجوم على سانت بريفات، بينما أمر شتاينميتز الوحدة الأخيرة في احتياطيات الجيش الأول عبر وادي مانس. بحلول الساعة 18:30، أصيب جزء كبير من الفيلق السابع والفيلق الثامن بالذعر وانسحبوا من القتال دون تحقيق هدفهم وانسحبوا نحو المواقع البروسية في ريزونفيل. 
مع الانسحاب الجزئي للجيش الأول، أمر الأمير فريدريك تشارلز بقصف مدفعي جماعي ضد موقع كانروبرت في سانت بريفات لمنع هجوم الحرس من الفشل أيضًا. في الساعة 19:00، تقدم الفيلق الثاني التابع للجيش الثاني بقيادة إدوارد فون فرانسيكي عبر رافين بينما قام الفيلق الساكسوني الثاني عشر بتطهير بلدة رونكور القريبة، جنبًا إلى جنب مع الناجين من فرقة مشاة الحرس الأول، وشنوا هجومًا جديدًا ضد أنقاض سانت بريفات. في الساعة 20:00، عند وصول فرقة المشاة البروسية الرابعة من الفيلق الثاني ومع الجناح الأيمن البروسي في مانس رافين، استقر الخط. بعد ذلك، استولى البروسيون من فرقة مشاة الحرس الأول والفيلق الثاني عشر والثاني على سانت بريفات، مما أجبر القوات الفرنسية على الانسحاب. اعتقد بعض الضباط الفرنسيين خطأً أن البروسيين منهكين، لذا حثوا على شن هجوم مضاد. ومع ذلك، رفض الجنرال بورباكي إلزام احتياطيات الحرس القديم الفرنسي بالمعركة لأنه في ذلك الوقت، كان يعتبر الوضع العام بمثابة "هزيمة" بعد نفاد الذخيرة، وتطويق المدفعية البروسية، وخسارة ربع رجاله. بحلول الساعة 22:00، توقف إطلاق النار إلى حد كبير في جميع أنحاء ساحة المعركة طوال الليل. 

## النتائج

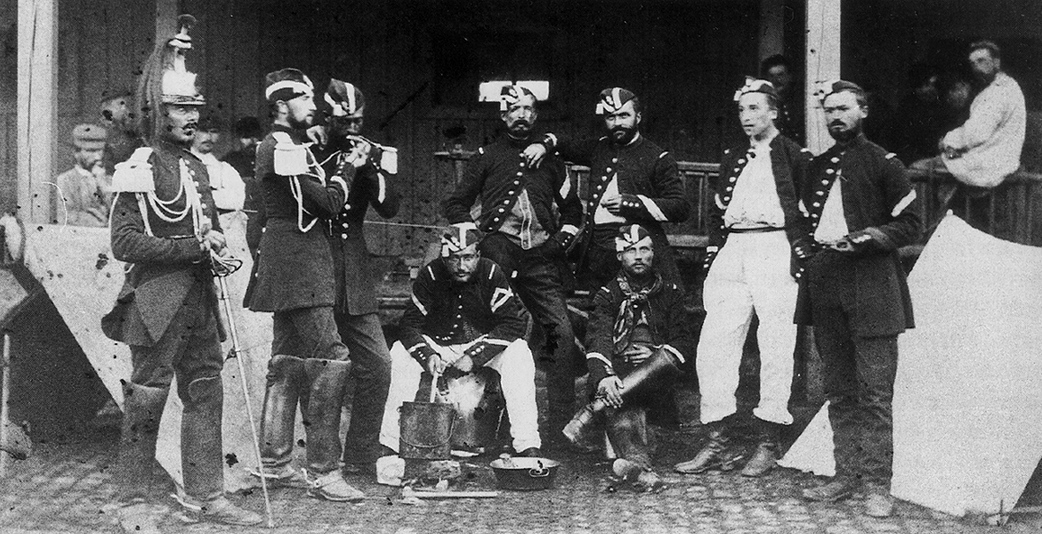
الدروع الفرنسية في ميتز

في صباح اليوم التالي، تراجع جيش نهر الراين الفرنسي المنهك إلى ميتز حيث حوصروا وأجبروا على الاستسلام بعد شهرين. 

### تحليل
كانت المعركة بمثابة انتصار بروسي حيث نجحت القوات الألمانية في قطع طريق بازين إلى فردان.  في وقت قصير، حاصر البروسيون بازين في المدينة وتبع ذلك حصار ميتز.

### اصابات
وكانت الخسائر شديدة. بلغ عدد القوات البروسية والهسنية المشتركة 20,163 جنديًا بين قتيل وجريح ومفقود أثناء معركة 18 أغسطس. وبلغت الخسائر الفرنسية 1146 قتيلاً و6709 جريحًا و4420 أسير حرب (نصفهم جرحى) ليصبح المجموع 12,275. يصف هوارد سجلات الضحايا الفرنسية بأنها "غير مكتملة". بينما سقط معظم البروسيين أمام بندقية تشاسيبوت الفرنسية، سقط معظم الفرنسيين ضحايا لقذائف كروب للمدفعية البروسية. في توزيع الخسائر البشرية، خسر الجيش البروسي الأول بقيادة شتاينميتز 4300 رجل، بينما خسرت القوات الفرنسية المعارضة له 2155 جنديًا. وكانت خسائر فيلق الحرس البروسي أكبر، حيث بلغت 8000 ضحية من أصل 18,000 رجل. فقدت كتيبة حرس جاغر 19 ضابطًا وجراحًا و431 رجلاً قتلوا أو جرحوا أو فقدوا من إجمالي 700. خسر لواء مشاة الحرس الثاني 39 ضابطا و 1076 رجلا. خسر لواء مشاة الحرس الثالث 36 ضابطا و1060 رجلًا. وعلى الجانب الفرنسي فقدت الوحدات التي كانت تسيطر على سانت بريفات أكثر من نصف عددها في القرية. 

## الحواشي
1. ↑  Moltke 1892، صفحات 50-66.
2. ↑  Howard 1991، صفحة 129.
3. ↑  Howard 1991، صفحة 132.
4. ↑  Moltke 1892، صفحة 58.
5. ↑  Ollier 1873، صفحة 76.
6. ↑  Battlefield Pictures.
7. ↑  Elliot-Wright 1993.
8. ↑  Moltke 1892، صفحة 52.
9. ↑  Hindenburg 1921، صفحات 44-47.
10. ↑  Howard 1991، صفحة 136.
11. ↑  Moltke 1892، صفحة 57.
12. ↑  Howard 1991، صفحات 136–138.
13. ↑  Howard 1991، صفحة 140.
14. 1 2  Howard 1991، صفحة 142.
15. 1 2 3 4 5  Howard 1991، صفحة 143.

## روابط خارجية
- صور ساحة المعركة
- الجيش الفرنسي 1600-1900